# Pirk (Oberpfalz)
 For alternative betydninger, se Pirk. (Se også artikler, som begynder med Pirk)
Pirk er en kommune i Landkreis Neustadt an der Waldnaab i Regierungsbezirk Oberpfalz i den tyske delstat Bayern. Den er en del af Verwaltungsgemeinschaft Schirmitz.

## Geografi
Pirk ligger i Planungsregion Oberpfalz-Nord.
Ud over Pirk ligger i kommunen landsbyerne: Engleshof, Enzenrieth, Au, Gleitsmühle, Hochdorf, Matzlesberg, Pirkerziegelhütte, Pirkmühle, Pischeldorf, Zeissau

## Historie
Byen er nævnt første gang i 1092. Pirk hørte fra 1349 til Landgrevskabet Leuchtenberg og var fra 1646 en del af Kurfyrstedømmet Bayern. Den nuværende kommune blev dannet i 1818.